# Пружани
Пружани (на беларуски: Пружаны; на руски: Пружаны) е град в Беларус, административен център на Пружански район, Брестка област. Населението на града е 18 608 души (по приблизителна оценка от 1 януари 2018 г.).

## История
За пръв път селището е упоменато през 1487 година, през 1589 година получава статут на град.